# Stumpen
Stumpen är en svensk TV-film från 1975 i regi av Ingvar Skogsberg. Filmen bygger på en novell av P.C. Jersild. I rollerna bland annat Håkan Serner och Thomas Hellberg.
En dramatiserad teaterversion av novellen, Stumpen - en uteliggares äventyr, uppfördes år 2000 på Helsingborgs stadsteater i regi av Hans Polster och utgjorde grunden för den teaterensemble, som sedan fortsatt sin verksamhet i Helsingborg som Stumpen-ensemblen.